# محمد اسماعیل معینی‌زند
محمد اسماعیل معینی‌ زند قراگوزلو (زاده ۱۳۰۰ رزن) سیاست‌مدار ایرانی بود که از مهر ۱۳۴۲ تا شهریور ۱۳۵۴ در سه دوره بیست و یکم، بیست و دوم و بیست و سوم به‌طور پیاپی نماینده رزن در مجلس شورای ملی بود.

### زندگی‌نامه
محمد اسماعیل معینی‌زندی قراگوزلو، فرزند مرتضی‌قلی در سال ۱۳۰۰ در رزن متولد شد. تحصیلات ابتدائی و متوسطه را در کالج آمریکائی شهر همدان به پایان رساند و در ۱۳۲۳ مدرک مهندسی کشاورزی را از دانشکده کشاورزی کرج دریافت کرد. سپس به کارهای دولتی روی آورد و در یک بنگاه آبیاری مشغول به کار شد. سوابق مدیریتی او شامل ریاست اداره کل بهره‌برداری و امور شرکتهای آبیاری، معاونت بنگاه مستقل آبیاری، مدیر عامل شرکتهای آب و برق رضائیه، قائنات و بهبهان، عضو هیئت مدیره بنگاه مستقل آبیاری، سه دوره نماینده رزن در مجلس شورای ملی و عضویت در هیئت رئیسه مجلس شورای ملی بود. طبق گزارش‌های محرمانه ساواک او یکی از اعضای اصلی حزب ایران نوین بود.